# Praia da Vieira
A Praia da Vieira é um lugar pertencente à vila e freguesia de Vieira de Leiria, Município da Marinha Grande, no distrito de Leiria.
É limitada a norte pelo rio Lis e a sul pelo Pinhal de Leiria. O areal tem vários quilómetros de comprimento e é adequada à prática de desportos aquáticos. A praia é dotada de hotéis, restaurantes, bares, esplanadas, comércio e de um parque aquático.